# 노에비어 스타디움 고베
노에비어 스타디움 고베(일본어: 御崎公園球技場 미사키 고엔 규기조[*])은 일본 효고현 고베시에 위치해 있는 종합 경기장으로, 30,132명을 수용할 수 있다. 애칭은 고베 윙 스타디움(일본어: 神戸ウイングスタジアム 고베 우인구 스타지아무[*])이다. 2001년에 개장했으며 2002년 FIFA 월드컵 대회가 열린 경기장이다. 일본 프로축구 J리그의 비셀 고베와 프로럭비 톱 리그의 고베 스틸 코벨코 스틸러스, 그리고 나데시코 리그의 INAC 고베 레오네사의 홈구장으로 사용되고 있다.
본래 경륜장으로 쓰이던 곳에 1970년에 고베 시립 중앙 구기장이란 이름의 축구경기시설로서 사용되었다. 2002년 FIFA 월드컵 개최에 맞춰 40,000명 규모의 수용 능력을 갖춘 경기장으로 개조가 결정되었다.
1995년 한신 · 아와지 대지진에 발생으로 예산난에 시달리자 한때 개축을 중지하고 고베 종합 운동공원 유니버시아드 기념 경기장을 개조하는 대안도 검토되었지만, 결국 당초 계획대로 중앙 구장 리모델링에 착수하게 되었다.
2003년 가설 좌석을 철거하고 34,000명을 수용할 수 있도록 개조함과 동시에 개폐 지붕과 체육관 시설 등을 정비했다.
2015년 3월 2일, 일본에서 개최하는 2019년 럭비 월드컵의 개최 장소로 발표되었다.
명명권이 도입되기 전까지의 애칭은 고베 윙 스타디움(神戸ウイングスタジアム)이다.

## 2002년 FIFA 월드컵
| 날짜            | 팀 1   | 스코어 | 팀 2       | 라운드       |
| --------------- | ------ | ------ | ---------- | ------------ |
| 2002년 6월 5일  | 러시아 | 2 - 0  | 튀니지     | H조 1차전    |
| 2002년 6월 7일  | 스웨덴 | 2 - 1  | 나이지리아 | F조 2차전    |
| 2002년 6월 17일 | 브라질 | 2 - 0  | 벨기에     | 16강전 6경기 |

틀:비셀 고베